# Sorority Noise
Sorority Noise est un groupe de rock américain originaire de Hartford, dans le Connecticut.
Il est composé de Cameron Boucher (chant, guitare), Adam Ackerman (guitare, chœurs), Ryan McKenna (basse, chœurs), et Charlie Singer (batterie).

## Biographie
Formé en 2013 par le chanteur Cameron Boucher et plusieurs membres de son ancien groupe, Old Gray, Sorority Noise sort en premier lieu une cassette intitulée Young Luck sous le label Broken World Media en 2013. L'année suivante, en 2014, le groupe sort son premier album studio intitulé Forgettable. En juin 2014, le groupe joue en première partie de la tournée du groupe Modern Baseball, aux côtés d'autres artistes tels que Tiny Moving Parts ou The Hotelier.
Après plusieurs autres tournées et un EP en commun avec le groupe Somos, le groupe sort son deuxième album, Joy, Departed en juin 2015,. Le magazine américain Alternative Press cite alors Sorority Noise parmi les "100 groupes à connaître en 2015".
À la suite dd'un nouvel EP en commun avec le groupe The World Is A Beautiful Place & I Am No Longer Afraid To Die en octobre 2016 et la réédition de Forgettable sur le nouveau label de Cameron, Flower Girl Records,, le groupe sort en mars 2017 son troisième, et dernier album à ce jour, You're Not As _____ As You Think.
En février 2018, le groupe sort une nouvelle version de l'album, intitulée YNAAYT. Les titres y sont retravaillés dans des versions acoustiques et orchestrales. Les morceaux « Where Are You? » et « New Room », acoustiques en premier lieu, sont remplacés respectivement par une reprise de "Chelsea Room #2" de Leonard Cohen, ainsi qu'un morceau inédit intitulé "Windowwww". 
Le mois suivant, en mars 2018, Sorority Noise annonce leur retrait temporaire de la scène musicale qui débutera la fin de leur tournée printanière, la raison étant dû à la santé mentale fragile du chanteur, Cameron Boucher. Le groupe annule cependant quelques-unes de leurs dates de tournée avec le groupe The Wonder Years à la suite d'une accusation d'agression sexuelle envers Boucher sur le réseau social Reddit. Ce dernier a, en premier lieu, démenti ces accusations. En décembre 2018, le groupe annonce sur son Facebook que Boucher a longuement discuté avec la personne à l'origine des accusations et que les deux ont finalement "fait la paix".

## Membres
- Cameron Boucher : chant, guitare rythmique (2013 - 2018)
- Adam Ackerman : guitare solo, chœurs (2013 - 2018)
- Ryan McKenna : basse, chœurs (2014 - 2018)
- Charlie Singer : batterie (2014 - 2018)

Ancien membres
- Kevin O'Donnell : basse (2013 - 2014)
- Jason Rule : batterie (2013 - 2014)

## Discographie
Albums studio
- Forgettable (2014)
- Joy, Departed (2015)
- You're Not As _____ As You Think (2017)

EPs
- Young Luck (2013)
- Quiet Hours (2013)
- It Kindly Stopped for Me (2016)
- Alone (2017)

Splits
- Sorority Noise / Somos (2014)
- Sorority Noise / Radiator Hospital (2014)
- Leaf Ellis/Smoke & Felt - Sorority Noise / The World Is A Beautiful Place & I Am No Longer Afraid To Die (2016)

Versions alternatives
- YNAAYT (2018)